# Попадюк Василь Васильович
Васи́ль Васи́льович Попадю́к (нар. 16 січня 1966, Львів) — український скрипаль, якого називають «українським Паганіні», піаніст, засновник гурту «PapaDuke», з яким їздить світом, граючи музику у стилях world music, latino, gypsy, джаз. Уміє грати на 15 музичних інструментах, а кожен з музикантів гурту теж грає на кількох музичних інструментах. Має композиторський талант. Концерти віртуоза збирають численну аудиторію 150—200 разів на рік. Часто виступає в Україні. Заслужений артист України (з 2009).

## Життєпис
Народився в сім'ї артистів. Мама, Світлана Попадюк, — хореограф. Батько, Василь Іванович Попадюк (1940—1991)  з села Мишин Коломийського району Івано-Франківської області — відомий сопілкар, був учасником хору ім.  Григорія Верьовки, керував знаменитими «Троїстими музиками».
Попадюк-молодший з семи років навчався в Київській спеціалізованій музичній школі імені Миколи Лисенка. Потім вступив до Київської консерваторії ім. П. Чайковського, звідки на останньому курсі перевівся на заочне відділення Львівської музичної академії ім. М. Лисенка.
Військову службу відбував у Києві в ансамблі пісні і танцю, який постійно давав концерти для ліквідаторів Чорнобильської катастрофи. Пізніше лікарі рекомендують Василю Попадюку змінити місце проживання і у 1988 р. він їде на роботу до Москви. Тут у «Театрі музики народів світу» під керівництвом Володимира Назарова він оволодів грою на десятьох нових національних інструментах світу, навчився мистецтва перевтілення. У 1993 р. повернувся до Києва, де грав в ансамблі «Гопак», співпрацював з Державним циганським театром «Романс».
З 1997 року живе і працює у м. Торонто (Канада). Одружений з донькою українського політика Степана Хмари Соломією і має трьох доньок — Моряну, Софійку та Катрусю. У сім'ї розмовляють українською.
2003 року взяв участь у телевізійному шоу «Велика музична канадська мрія», де змагався з 15 тисячами інших скрипалів. У фіналі виконував гуцульську фантазію і посів друге місце.

## Дискографія
- Ablaze (1999)
- Ablaze II Ten Thousand Miles (2001)
- III (2004)
- Papa Duke & Vasyl Popadiuk (2006)